# Apogonia soror
Apogonia soror är en skalbaggsart som beskrevs av Heller 1896. Apogonia soror ingår i släktet Apogonia och familjen Melolonthidae. Inga underarter finns listade i Catalogue of Life.